# Rajd Australii 2002
Rezultaty Rajdu Australii (15th Telstra Rally Australia), eliminacji Rajdowych Mistrzostw Świata w 2002 roku, który odbył się w dniach 31 października-3 listopada. Była to trzynasta runda czempionatu w tamtym roku i siódma szutrowa, a także ósma w Production Cars WRC. Bazą rajdu było miasto Perth. Zwycięzcami rajdu zostali Finowie Marcus Grönholm i Timo Rautiainen w Peugeocie 206 WRC. Wyprzedzili oni rodaków Harriego Rovanperę i Voitto Silandera także w Peugeocie 206 WRC oraz norwesko-brytyjską załogę Pettera Solberga i Phila Millsa w Subaru Imprezie WRC. Z kolei w Production Cars WRC zwyciężyła japońsko-nowozelandzka załoga Toshihiro Arai i Tony Sircombe, jadący Subaru Imprezą WRX STi.
Rajdu nie ukończyło siedmiu kierowców fabrycznych. Kierowca Peugeota 206 WRC Brytyjczyk Richard Burns odpadł na 7. odcinku specjalnym z powodu awarii sprzęgła. Jego rodak Colin McRae jadący Fordem Focusem WRC zrezygnował z jazdy na 14. oesie po awarii zawieszenia. Jego partner z zespołu Belg François Duval uległ wypadkowi na 23. oesie. Kierowca Mitsubishi Lancera WRC Francuz François Delecour odpadł na 7. oesie, również na skutek wypadku. Rajdu nie ukończyło trzech kierowców fabrycznego Hyundaia Accenta WRC. Niemiec Armin Schwarz i Fin Juha Kankkunen doznali awarii silnika, odpowiednio na 7. i 24. oesie, a Belg Freddy Loix miał wypadł z trasy 6. oesie.

## Klasyfikacja ostateczna
| Miejsce                      | Zawodnik                  | Pilot                     | Samochód                  | Czas                      | Strata                    | Grupa                     | Punkty                    |
| WRC (pierwsza dziesiątka)    | WRC (pierwsza dziesiątka) | WRC (pierwsza dziesiątka) | WRC (pierwsza dziesiątka) | WRC (pierwsza dziesiątka) | WRC (pierwsza dziesiątka) | WRC (pierwsza dziesiątka) | WRC (pierwsza dziesiątka) |
| ---------------------------- | ------------------------- | ------------------------- | ------------------------- | ------------------------- | ------------------------- | ------------------------- | ------------------------- |
| 1.                           | Marcus Grönholm           | Timo Rautiainen           | Peugeot 206 WRC           | 3:35:56.5                 |                           | A8 M                      | 10                        |
| 2.                           | Harri Rovanperä           | Voitto Silander           | Peugeot 206 WRC           | 3:36:53.8                 | +57.3                     | A8 M                      | 6                         |
| 3.                           | Petter Solberg            | Phil Mills                | Subaru Impreza WRC        | 3:37:25.2                 | +1:28.7                   | A8 M                      | 4                         |
| 4.                           | Tommi Mäkinen             | Kaj Lindström             | Subaru Impreza WRC        | 3:38:37.8                 | +2:41.3                   | A8 M                      | 3                         |
| 4.                           | Carlos Sainz              | Luís Moya                 | Ford Focus WRC            | 3:39:05.5                 | +3:09.0                   | A8 M                      | 3                         |
| 5.                           | Markko Märtin             | Michael Park              | Ford Focus WRC            | 3:42:18.0                 | +6:21.5                   | A8 M                      | 2                         |
| 6.                           | Toni Gardemeister         | Paavo Lukander            | Škoda Octavia WRC         | 3:43:08.1                 | +7:11.6                   | A8 M                      | 1                         |
| 7.                           | Sébastien Loeb            | Daniel Élena              | Peugeot 206 WRC           | 3:45:02.6                 | +9:06.1                   | A8                        |                           |
| 8.                           | Kenneth Eriksson          | Tina Thörner              | Škoda Octavia WRC         | 3:48:42.9                 | +12:46.4                  | A8 M                      |                           |
| 9.                           | Jani Paasonen             | Arto Kapanen              | Mitsubishi Lancer WRC     | 3:49:22.0                 | +13:25.5                  | A8 M                      |                           |
| 10.                          | Manfred Stohl             | Ilka Petrasko             | Mitsubishi Lancer Evo 6   | 3:55:17.2                 | +19:20.7                  | N4                        |                           |
| PCWRC (punktujący zawodnicy) |                           |                           |                           |                           |                           |                           |                           |
| 1. (14.)                     | Toshihiro Arai            | Tony Sircombe             | Subaru Impreza WRX STi    | 3:58:09.5                 |                           | N4                        | 10                        |
| 2. (17.)                     | Alex Fiorio               | Enrico Cantoni            | Mitsubishi Lancer Evo 7   | 3:59:52.7                 | +1:43.2                   | N4                        | 6                         |
| 3. (18.)                     | Karamjit Singh            | Allen Oh                  | Proton Pert               | 4:00:06.4                 | +1:56.9                   | N4                        | 4                         |
| 4. (20.)                     | Ramón Ferreyros           | Jorge del Buono           | Mitsubishi Lancer Evo VII | 4:00:23.9                 | +2:14.4                   | N4                        | 3                         |
| 5. (21.)                     | Martin Rowe               | Chris Wood                | Mitsubishi Lancer Evo VII | 4:01:45.1                 | +3:35.6                   | N4                        | 2                         |
| 6. (23.)                     | Bernt Kollevold           | Ola Fløene                | Mitsubishi Lancer Evo VI  | 4:11:10.0                 | +13:00.5                  | N4                        | 1                         |

1. ↑  Litera M przy oznaczeniu grupy do której należy samochód oznacza, iż tylko ci kierowcy zdobywali punkty dla swoich zespołów liczonych w klasyfikacji producentów na koniec sezonu.

## Zwycięzcy odcinków specjalnych
| Dzień      | Odcinek | G. rozp. | Nazwa                | Długość | Zwycięzca                    | Czas    | Lider rajdu     |
| ---------- | ------- | -------- | -------------------- | ------- | ---------------------------- | ------- | --------------- |
| 1 (31 PAŹ) | SS1     | 18:42    | Langley Park Super 1 | 2.20km  | Petter Solberg               | 1:28.7  | Petter Solberg  |
| 2 (1 LIS)  | SS2     | 09:43    | Harvey Weir          | 6.97km  | Freddy Loix                  | 4:00.7  | Petter Solberg  |
| 2 (1 LIS)  | SS3     | 10:06    | Stirling West        | 15.89km | Marcus Grönholm              | 9:19.9  | Marcus Grönholm |
| 2 (1 LIS)  | SS4     | 11:01    | Murray River 1       | 20.44km | Marcus Grönholm              | 12:15.0 | Marcus Grönholm |
| 2 (1 LIS)  | SS5     | 13:00    | Brunswick            | 16.63km | Marcus Grönholm              | 9:08.7  | Marcus Grönholm |
| 2 (1 LIS)  | SS6     | 13:34    | Stirling East        | 38.93km | Marcus Grönholm              | 22:44.9 | Marcus Grönholm |
| 2 (1 LIS)  | SS7     | 15:53    | Murray Pines South   | 11.98km | Marcus Grönholm              | 6:29.5  | Marcus Grönholm |
| 2 (1 LIS)  | SS8     | 16:12    | Murray River 2       | 20.44km | Marcus Grönholm              | 11:47.8 | Marcus Grönholm |
| 2 (1 LIS)  | SS9     | 19:29    | Langley Park Super 2 | 2.20km  | Harri Rovanperä              | 1:28.3  | Marcus Grönholm |
| 3 (2 LIS)  | SS10    | 08:41    | Kevs                 | 9.56km  | Petter Solberg               | 5:51.8  | Marcus Grönholm |
| 3 (2 LIS)  | SS11    | 09:20    | Beraking             | 26.46km | Harri Rovanperä              | 14:23.3 | Marcus Grönholm |
| 3 (2 LIS)  | SS12    | 10:11    | Helena South 1       | 18.43km | Harri Rovanperä              | 9:28.9  | Marcus Grönholm |
| 3 (2 LIS)  | SS13    | 12:29    | York Railway         | 5.30km  | Harri Rovanperä Colin McRae  | 2:32.3  | Marcus Grönholm |
| 3 (2 LIS)  | SS14    | 13:03    | Muresk 1             | 6.81km  | Tommi Mäkinen                | 3:24.9  | Marcus Grönholm |
| 3 (2 LIS)  | SS15    | 13:14    | Muresk 2             | 6.81km  | Harri Rovanperä Carlos Sainz | 3:24.0  | Marcus Grönholm |
| 3 (2 LIS)  | SS16    | 14:41    | Flynns Short         | 19.98km | Marcus Grönholm              | 11:33.8 | Marcus Grönholm |
| 3 (2 LIS)  | SS17    | 16:05    | Helena North         | 28.87km | Marcus Grönholm              | 16:20.7 | Marcus Grönholm |
| 3 (2 LIS)  | SS18    | 16:38    | Helena South 2       | 18.43km | Marcus Grönholm              | 9:20.7  | Marcus Grönholm |
| 3 (2 LIS)  | SS19    | 17:03    | Atkins               | 4.42km  | Marcus Grönholm              | 2:58.2  | Marcus Grönholm |
| 3 (2 LIS)  | SS20    | 19:49    | Langley Park Super 3 | 2.20km  | Petter Solberg               | 1:27.6  | Marcus Grönholm |
| 4 (3 LIS)  | SS21    | 09:00    | Bannister Central    | 5.63km  | Harri Rovanperä              | 3:22.4  | Marcus Grönholm |
| 4 (3 LIS)  | SS22    | 09:18    | Bannister South      | 28.65km | Harri Rovanperä              | 16:07.3 | Marcus Grönholm |
| 4 (3 LIS)  | SS23    | 11:32    | Bannister West       | 34.57km | Harri Rovanperä              | 17:09.2 | Marcus Grönholm |
| 4 (3 LIS)  | SS24    | 12:40    | Bannister North      | 36.84km | Marcus Grönholm              | 19:15.7 | Marcus Grönholm |

## Klasyfikacja po 13 rundach
Tabele przedstawiają tylko pięć pierwszych miejsc.

### Kierowcy
| Lp. | Kierowca        | Pkt |
| --- | --------------- | --- |
| 1   | Marcus Grönholm | 77  |
| 2   | Richard Burns   | 34  |
| 3   | Colin McRae     | 33  |
| 4   | Carlos Sainz    | 32  |
| 5   | Gilles Panizzi  | 31  |

### Producenci
| Lp. | Producent                    | Pkt |
| --- | ---------------------------- | --- |
| 1   | Peugeot Total                | 163 |
| 2   | Ford Rallye Sport            | 94  |
| 3   | 555 Subaru WRT               | 54  |
| 4   | Škoda Motorsport             | 9   |
| 5   | Marlboro Mitsubishi Ralliart | 9   |